# Седлець (гміна Мстув)
Седлець (пол. Siedlec) — село в Польщі, у гміні Мстув Ченстоховського повіту Сілезького воєводства.
Населення — 465 осіб (2011).
У 1975-1998 роках село належало до Ченстоховського воєводства.

## Демографія
Демографічна структура станом на 31 березня 2011 року:
|          | Загалом | Допрацездатний вік | Працездатний вік | Постпрацездатний вік |
| -------- | ------- | ------------------ | ---------------- | -------------------- |
| Чоловіки | 217     | 36                 | 159              | 22                   |
| Жінки    | 248     | 51                 | 148              | 49                   |
| Разом    | 465     | 87                 | 307              | 71                   |